# Giải thưởng Nhà sáng tạo YouTube
Giải thưởng Nhà sáng tạo YouTube (tiếng Anh: YouTube Creator Awards), hay thường biết đến với tên gọi Nút Play YouTube (tiếng Anh: YouTube Play Buttons), là một phần thưởng từ nền tảng video trực tuyến YouTube nhằm công nhận tài năng của các nhà sáng tạo YouTube (còn được gọi là các YouTuber).
Giải thưởng Nhà sáng tạo YouTube khác với giải thưởng YouTube, dùng để trao thưởng cho các video phổ biến nhất. YouTube sẽ không trao giải cho những kênh có nội dung kinh dị hoặc không phù hợp.

## Giải thưởng
Khi một kênh YouTube được xác minh đạt đến một mốc cụ thể và được coi là đủ điều kiện cho Giải thưởng người sáng tạo trên YouTube, họ được tặng một chiếc cúp có hình dạng biểu tượng nút play YouTube bằng phẳng trong vỏ bọc bằng kim loại. Các chiếc cúp có kích thước khác nhau; mỗi nút và màu vỏ sẽ khác nhau nếu lượng người đăng ký kênh càng nhiều.
Tính đến năm 2024, có năm cấp độ phần thưởng khác nhau như sau:
1.  Giải thưởng Nhà sáng tạo nút play Bạc cho kênh vượt qua mốc 100.000 người đăng ký. Phiên bản cũ được làm bằng hợp kim đồng niken mạ niken. Phiên bản mới (tính đến ngày 1 tháng 3 năm 2017) là 92% niken, 5% cacbon và 2,5% kẽm, với một ít các kim loại khác. Vào tháng 3 năm 2018, giao diện Nút Play Bạc được cập nhật từ nút kim loại nằm trong hộp cửa sổ với tên của kênh được in trên ngăn kính phía trước chiếc cúp, và được thiết kế phẳng gọn hơn với tên kênh nổi trên đó.
2.  Giải thưởng Nhà sáng tạo nút play Vàng cho kênh vượt qua mốc 1.000.000 người đăng ký. Nó được làm bằng đồng mạ vàng. Vào tháng 3 năm 2018, giao diện Nút Play Vàng được cập nhật từ nút kim loại nằm trong hộp cửa sổ với tên của kênh được in trên ngăn kính phía trước chiếc cúp, và được thiết kế phẳng gọn hơn với tên kênh nổi trên đó.
3.  Giải thưởng Nhà sáng tạo nút play Kim cương cho kênh vượt qua mốc 10.000.000 người đăng ký. Nó được làm bằng kim loại mạ bạc inset với một mảnh lớn của tinh thể trong hình dạng của một tam giác nút play. Tính đến 12 tháng 12 năm 2023, đã có 1002 kênh đạt đến mốc này.
4.  Giải thưởng Nhà sáng tạo nút play Tùy chỉnh cho kênh vượt qua mốc 50.000.000 người đăng ký. Tính đến 28 tháng 6 năm 2022, đã có 35 kênh được nhận phần thưởng này, với 25 kênh được nhận phần thưởng này tính đến tháng 7 năm 2021:
1. PewDiePie (08/12/2016)[11][12]
2. T-Series (27/06/2018)
3. 5-Minute Crafts (21/02/2019)[13]
4. Cocomelon - Nursery Rhymes (07/06/2019)
5. SET India (20/06/2019)
6. Canal KondZilla (21/06/2019)[14]
7. WWE (24/10/2019)
8. Justin Bieber (03/02/2020)[15]
9. Zee Music Company (07/02/2020)[15]
10. Like Nastya (13/03/2020)
11. Dude Perfect (24/03/2020)
12. Kids Diana Show (30/03/2020)
13. Vlad and Niki (18/08/2020)
14. Zee TV (02/09/2020)
15. Blackpink (04/10/2020)
16. Marshmello (23/11/2020)[16]
17. MrBeast (04/01/2021) (Giải thưởng Nhà sáng tạo đó không được trao bởi YouTube, mà là được trao bởi Society Awards)
18. Bighit Labels (09/01/2021)[17]
19. Goldmines Telefilms (27/02/2021)
20. Movieclips (27/02/2021)
21. Shemaroo Filmi Gaan (28/03/2021)
22. Sony SAB (02/05/2021)
23. BangtanTV (21/05/2021)[18]
24. Pinkfong Baby Shark - Kids' Songs & Stories (29/06/2021)
25. ChuChu TV Nursery Rhymes & Kids Songs (21/07/2021)

5.  Giải thưởng Nhà sáng tạo nút play Kim cương đỏ cho kênh vượt qua mốc 100.000.000 người đăng ký. Tính đến năm 2023, đã có 9 kênh được nhận phần thưởng này bao gồm:
1. T-Series (29 tháng 5 năm 2019)[19]
2. PewDiePie (25 tháng 8 năm 2019)[20]
3. Cocomelon - Nursery Rhymes (12 tháng 12 năm 2020)
4. SET India (28 tháng 3 năm 2021)
5. MrBeast (29 tháng 7 năm 2022)
6. Kids Diana Show (16 tháng 8 năm 2022)
7. Like Nastya (25 tháng 8 năm 2022)
8. Vlad and Niki (13 tháng 8 năm2023)
9. Zee Music Company (24 tháng 9 năm2023)

YouTube cũng có một số giải thưởng nhỏ tặng cho các kênh đã được đăng ký dài nhất và vẫn hoạt động. Nó không được nhận cho nhà sáng tạo YouTube đó và không rõ liệu danh hiệu đó có được trao cho bất kỳ người dùng YouTube nào khác vượt qua mốc quan trọng trong tương lai hay không.